# Microterys colligatus
Microterys colligatus är en stekelart som först beskrevs av Walker 1872.  Microterys colligatus ingår i släktet Microterys och familjen sköldlussteklar. Inga underarter finns listade i Catalogue of Life.